# Ledamöter av Europaparlamentet från Sverige 1995–1999
Det här är en lista över de 22 ledamöter som valdes in för Sverige i valet till Europaparlamentet i september 1995 för mandatperioden 1995–1999.
| Namn                     | Bild | Svenskt parti | Svenskt parti | Partigrupp | Utskott             | Kommentar           |
| ------------------------ | ---- | ------------- | ------------- | ---------- | ------------------- | ------------------- |
| Maj Britt Theorin        |      |               | S             | PES        |                     | Ledamot sedan 1995. |
| Jan Andersson            |      |               | S             | PES        | Ledamot sedan 1995. |                     |
| Birgitta Ahlqvist        |      |               | S             | PES        | Ledamot sedan 1995. |                     |
| Maj-Lis Lööw             |      |               | S             | PES        | Ledamot sedan 1995. |                     |
| Anneli Hulthén           |      |               | S             | PES        | Ledamot sedan 1995. |                     |
| Tommy Waidelich          |      |               | S             | PES        | Ledamot sedan 1995. |                     |
| Sören Wibe               |      |               | S             | PES        | Ledamot 1995.       |                     |
| Ivar Virgin              |      |               | M             | EPP-ED     |                     | Ledamot sedan 1995. |
| Gunilla Carlsson         |      |               | M             | EPP-ED     | Ledamot sedan 1995. |                     |
| Charlotte Cederschiöld   |      |               | M             | EPP-ED     | Ledamot sedan 1995. |                     |
| Staffan Burenstam Linder |      |               | M             | EPP-ED     | Ledamot sedan 1995. |                     |
| Per Stenmarck            |      |               | M             | EPP-ED     | Ledamot sedan 1995. |                     |
| Jonas Sjöstedt           |      |               | V             | EUL–NGL    |                     | Ledamot sedan 1995. |
| Marianne Eriksson        |      |               | V             | EUL–NGL    | Ledamot sedan 1995. |                     |
| Jörn Svensson            |      |               | V             | EUL–NGL    | Ledamot sedan 1995. |                     |
| Hadar Cars               |      |               | L             | ELDR       |                     | Ledamot sedan 1995. |
| Karl Erik Olsson         |      |               | C             | ELDR       |                     | Ledamot sedan 1995. |
| Hans Lindqvist           |      |               | C             | ELDR       | Ledamot sedan 1995. |                     |
| Per Gahrton              |      |               | MP            | G          |                     | Ledamot sedan 1995. |
| Inger Schörling          |      |               | MP            | G          | Ledamot sedan 1995. |                     |
| Ulf Holm                 |      |               | MP            | G          | Ledamot sedan 1995. |                     |
| Malou Lindholm           |      |               | MP            | G          | Ledamot sedan 1995. |                     |